# Årets lärare (Stockholms universitet)
Årets lärare är ett pris instiftat 1992 som delas ut till anställda med undervisningsuppdrag på Stockholms universitet för att ”uppmärksamma goda pedagogiska insatser och deras betydelse för studenters lärande.” Priset består av ett diplom och en summa på 50 000 kr som är tänkt för att möjliggöra ytterligare förkovring inom lärarens område. Prisutdelning sker vid promotions- och installationshögtidligheten i Stadshuset. Alla studenter och medarbetare på universitet kan nominera lärare till priset och slutgiltig beslut fattas av rektorn, för närvarande professor Astrid Söderbergh Widding.

## Mottagare

### 1992
- Nils-Magnus Björkman, Sociologiska institutionen.
- Thorsten Carlsson, Institutionen för nordiska språk.
- Marianne Särkinen, Institutionen för geologi och geokemi.
- Wiweka Warnling-Nerep, Juridiska institutionen.

### 1993
- Stig Ekman, Historiska institutionen.
- Jan Kleineman, Juridiska institutionen.
- Allan Larsson, Ekonomisk-historiska institutionen.
- Ki Winbladh, Zoologiska institutionen.

### 1994
- Gunnar Edvinsson, Fysikum.
- Hans Hertz, Institutionen för slaviska och baltiska språk.
- Marie Sandström, Juridiska institutionen.
- Lage Wedin, Psykologiska institutionen.

### 1995
- Alf Bohlin, Juridiska institutionen.
- Lars Hedin, Institutionen för spanska och portugisiska.
- Cheick Wagué, Företagsekonomiska institutionen.
- Barbro Åsman, Fysikum.

### 1996
- Rolf Höök, Juridiska institutionen.
- Owe Jansson, Botaniska institutionen.
- Olle Josephson, Institutionen för nordiska språk.
- Anita Rissler, Psykologiska institutionen.

### 1997
- Patricia Shaughnessy, Juridiska institutionen.
- Sune Stöök, Institutionen för franska och italienska.
- Erik Svensson, Matematiska institutionen.
- Merrick Tabor, Statsvetenskapliga institutionen.

### 1998
- Ronney Hagelberg, Juridiska institutionen.
- Bo Nilsson, Institutionen för medicinsk strålningsfysik.
- Ove Strid, Institutionen för klassiska språk.
- Eva Tiby, forskarassistent Kriminologiska institutionen.

### 1999
- Tore Bengtsson, Zoofysiologi, Wenner-Grens institut.
- Anders Carlsson, Institutionen för arkeologi.
- Cecilia Gil-Swedberg, Latinamerika-institutet.
- Claes Nordlöf, Juridiska institutionen.

### 2000
- Karin Helander, Teatervetenskapliga institutionen.
- Theddo Rother-Schirren, Juridiska institutionen.
- Johan Schüldt, Juridiska institutionen.
- Anders Karlhede, Fysikum.
- Nathalie Koivula, Psykologiska institutionen.

### 2001
- Eve Arnold, Institutionen för geologi och geokemi.
- Helmut Müssener, Institutionen för tyska och nederländska.
- Yvonne Svanström, Ekonomisk-historiska institutionen.

### 2002
- Henrik Edelstam, Juridiska institutionen.
- Alan McMillion, Engelska institutionen.
- Stefan Möller, Institutionen för data- och systemvetenskap.
- Gunnel Skoog, Zoologiska institutionen.

### 2003
- Ulf Björklund, Socialantropologiska institutionen.
- Ingrid Nordberg, Tyska institutionen.
- Lars-Johan Norrby, Institutionen för fysikalisk kemi, oorganisk kemi och strukturkemi.
- Jesper Öberg, Juridiska institutionen.

### 2004
- Brita Bergman, Institutionen för lingvistik.
- Otto Hermelin, Institutionen för geologi och geokemi.
- Alexa Robertson, Statsvetenskapliga institutionen.
- Friherre Ulrik von Essen, Juridiska institutionen.

### 2005
Inget individuellt lärarpris delades ut

### 2006
Inget individuellt lärarpris delades ut

### 2007
- Krzysztof Bak, Institutionen för litteraturvetenskap och idéhistoria.
- Margareta Ohné, Institutionen för genetik, mikrobiologi och toxikologi.

### 2008
- Bo Nilsson, Avdelningen för medicinsk strålningsfysik.
- Annika Norée, Juridiska institutionen.
- Monica Skrinjar, Kriminologiska institutionen.
- Ulla Sundberg, Institutionen för lingvistik.

### 2009
- Ingmar Borgström, Institutionen för naturgeografi och kvartärgeologi.
- Henry Montgomery, Psykologiska institutionen.

### 2010
- Roger Nyborg, Institutionen för nordiska språk.
- Carina Ljungwald och Eva Samuelsson, Institutionen för socialt arbete.

### 2011
- Barbro Landén, Institutionen för baltiska språk, finska och tyska.
- Martin Tamm och Yishao Zhou, Matematiska institutionen.
- Elisabet Borg, Psykologiska institutionen.

### 2012
- Franco Pauletto, Institutionen för franska, italienska och klassiska språk.
- Mårten Schultz, Juridiska institutionen.
- Magdalena Rosell, anställd vid Institutionen för biovetenskaper och näringslära, Karolinska institutet men med hela sin undervisning förlagd till Stockholms universitet.
- Maria Wendt, Statsvetenskapliga institutionen.

### 2013
- Alasdair Skelton, Institutionen för geologiska vetenskaper.
- Jessika van der Sluijs, Juridiska institutionen.
- Fia Sundevall, Ekonomisk-historiska institutionen.
- Åke Zimmermann,Slaviska institutionen.

### 2014
- Suzanne Kriström Alonzo, Barn- och ungdomsvetenskapliga institutionen.
- Mårten Edenroth, Juridiska institutionen.
- Clas Hättestrand, Institutionen för naturgeografi och kvartärgeologi.
- Maria Wingstedt, Centrum för tvåspråkighetsforskning.

### 2015
- Sirkku Männikkö Barbutiu, Institutionen för data- och systemvetenskap.
- Per Förnegård, Romanska och klassiska institutionen.
- Fawad Hassan, Fysikum.
- Andrea Sundstrand, Juridiska institutionen.

### 2016
- Lenita Freidenvall, Statsvetenskapliga institutionen.
- Thomas Krigsman, Institutionen för matematikämnets och naturvetenskapsämnenas didaktik.
- Jan Storå, Institutionen för arkeologi och antikens kultur.
- Johannes Wickbom, Juridiska institutionen.

### 2017
- Hildred Crill, Institutionen för geologiska vetenskaper.
- Lisa Käll, Institutionen för etnologi, religionshistoria och genusvetenskap.
- Said Mahmoudi, Juridiska institutionen.
- Daniel Ritter, Sociologiska institutionen.

### 2018
- Robert Daniels, Institutionen för biokemi och biofysik.
- Nils Larsson, Institutionen för språkdidaktik.
- Iñaki Rodriguez Longarela, Företagsekonomiska institutionen.
- Emma Wikberg, Fysikum.

### 2019
- Christoffer Carlsson, Kriminologiska institutionen.
- Nicklas Selander, Institutionen för organisk kemi.
- Helena Bani Shoraka, Institutionen för svenska och flerspråkighet.

### 2020
- Jessica Franzén, Statistiska institutionen.
- Agneta Norén, Institutionen för biokemi och biofysik.
- Niclas Runebou, Institutionen för de humanistiska och samhällsvetenskapliga ämnenas didaktik.

### 2021
- Matilda Baraibar, Institutionen för ekonomisk historia och internationella relationer.
- Adam Jacobsson, Nationalekonomiska institutionen.
- Christophe Premat, Romanska och klassiska institutionen.
- Anna-Lena Ström, Institutionen för biokemi och biofysik.

### 2022
- Katarina Fast Lappalainen, Juridiska institutionen.
- John Fitzpatrick, Zoologiska institutionen.
- Olov Karlsson, Institutionen för data- och systemvetenskap.
- Lena Sjögren, Institutionen för arkeologi och antikens kultur.
- Oliver Smith, Institutionen för ämnesdidaktik.

### 2023
- Jordi Solsona Belenguer, Institutionen för data- och systemvetenskap.
- Maja Torres Madzar, Institutionen för ämnesdidaktik.

### 2024
- Salim Belyazid, Institutionen för naturgeografi
- Olena Jansson, Institutionen för slaviska och baltiska språk, finska, nederländska och tyska
- Emeli Lönnqvist, Kriminologiska institutionen
- Christina Ramberg, Juridiska institutionen